# Acontias litoralis
Acontias litoralis là một loài thằn lằn trong họ Scincidae. Loài này được Broadley & Greer mô tả khoa học đầu tiên năm 1969.